# لويس مورر
لويس مورر (21 فبراير 1904 بلوزان في سويسرا - 1 مايو 1988) هو مدرب كرة قدم ولاعب كرة قدم سويسري راحل كان يلعب في مركز حراسة المرمى. لعب مع نادي لوزان ونادي هييريه. بالإضافة إلى تدريبه منتخب سويسرا، فقد درب نوادي فرايبورغ وتورناي ولوزان وزيورخ وبيلينزونا ولوغانو.

## وصلات خارجية
- لويس مورر على موقع قاعدة بيانات كرة القدم.إي يو (الإنجليزية)
- لويس مورر على موقع عالم كرة القدم.نت (الإنجليزية)